# Rozzano
Rozzano ist eine Gemeinde mit 41.336 Einwohnern (Stand 31. Dezember 2023) in der Metropolitanstadt Mailand, Region Lombardei.
Die Nachbarorte von Rozzano sind Mailand, Assago, Zibido San Giacomo, Opera, Pieve Emanuele und Basiglio.

## Geschichte
Die erste Regierung, die die Entstehung der Gemeinde Rozzano offiziell anerkannte, war die von Napoleon, der 1809 die Annexion von Torriggio und 1811 die von Cassino Scanasio, Pontesesto und Quinto de' Stampi verfügte. Die Österreicher annullierten zunächst alles im Jahr 1816, überlegten es sich dann aber 1841 in Bezug auf Torriggio und Cassino Scanasio noch einmal, während es Vittorio Emanuele II. im Jahr 1870 war, der die endgültige Vereinigung mit Pontesesto genehmigte, was auch Quinto als Mitgift einbrachte.
Das Wappen und das Banner wurden mit Präsidialdekret vom 5. Juni 1957 verliehen.
Rozzano erhielt am 21. Juli 2003 per Präsidialdekret den Ehrentitel Stadt.

## Bevölkerungsentwicklung
Rozzano zählt 15.692 Privathaushalte. Zwischen 1991 und 2001 fiel die Einwohnerzahl von 37.660 auf 37.207. Dies entspricht einer prozentualen Abnahme von 1,2 %.